# Codex Arundel

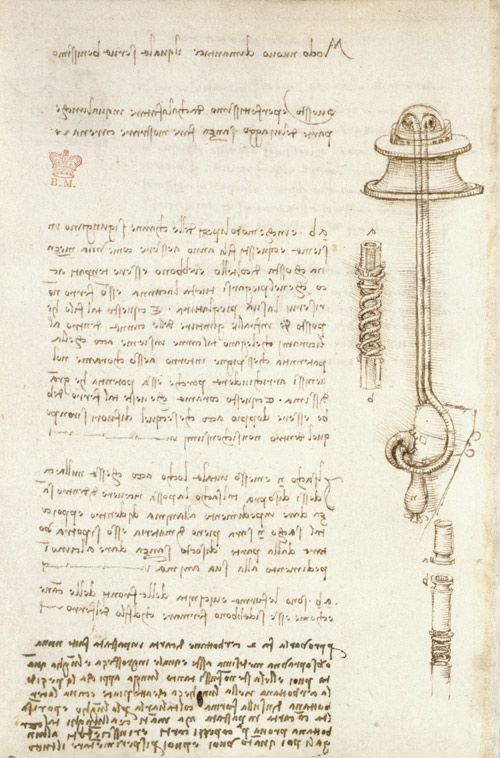
Ritning av en andningshjälpmedel för dykare.

Codex Arundel är en samling i bokform med vetenskapliga anteckningar och slutsatser av Leonardo da Vinci. Samlingen omfattar ritningar tecknade av da Vinci mellan åren 1480 och 1518 och består av 238 sidor.
En mångfald av skisser har bifogats texten som omfattar en rad olika observationer, alltifrån mekaniska principer och geometri till slutsatser om hur fågelvingar fungerar.